# 巴基斯坦总理
巴基斯坦总理（意思是“总长” ），是巴基斯坦的政府首脑，由国民大会全體議員选出，国民大会成员又是由人民投票选出。得票最多的政党或联盟的领导人成为总理，总理负责任命及組建内阁。总统有权解除总理职务，并解散议会，以重新进行选举。第十七宪法修正案规定，最高法院拥有复核的权利，并可以否决总统的决定。
巴基斯坦总理领导联邦政府的行政部门、监督国家经济、领导国民议会、领导共同利益委员会和内阁，并负责领导巴基斯坦核武库的国家指挥机构。这一职位使其担任者成为国家的领导者，并控制着包括内政和外交政策在内的所有事务。总理由国民议会议员选举产生，因此通常是议会多数党的领袖。《巴基斯坦宪法》赋予总理行政权，总理负责任命内阁成员以及管理行政部门，作出并授权行政决定、任命以及需要总理确认的建议。
在巴基斯坦历史上，总理職位曾被撤销。1958年至1973年、1977年至1985年、1999年至2002年期間，由於实行軍事戒严令，总统拥有总理的权力，成为國家政府首脑。1990年後，總理的權力有所加強。1999年10月12日，穆沙拉夫发动軍事政变，自任命为首席執行官，实际执行的就是总理的职能，直至2002年。2008年穆沙拉夫下台後，恢復憲法民主體制，總理重新成為國家政府的主導性代表。

## 歷史
1947年巴基斯坦分治和建國後，立即設立了總理一職；總理與總督並存，總督是英國君主政體的代表。首任總理利雅卡特·阿里·汗行使中央行政權，直至1951年遇刺身亡。由於總督的不斷干預，權力開始慢慢削弱。儘管第一部憲法於1956年賦予了中央權力，但從1951年到1957年，此後的六位總理都被總督解職。第一部憲法將總督演變成巴基斯坦總統，同時宣布巴基斯坦為“伊斯蘭共和國”。1958年，總統伊斯坎達爾·米爾扎在短短兩週內罷免了第七任總理並實施戒嚴，米爾扎總統被曾短暫擔任總理職務的陸軍總司令阿尤布·汗將軍趕下台。
1962 年，第二套宪法彻底废除了总理一职，将所有权力移交给巴基斯坦总统。1965 年总统选举后，总统职位因权力过于集中而受到批评。1970年大选后，努鲁勒·阿明（Nurul Amin）成为总理并兼任副总统。佐勒菲卡尔·阿里·布托、穆吉布·拉赫曼和叶海亚·汗之间的谈判破裂，引发了东巴基斯坦的解放运动。随着印度对东巴基斯坦的干预和巴基斯坦为结束战争而认输，导致了1971年总统制的崩溃。
1973年，巴基斯坦全面恢复了宪法，重新设立了总理职位，并赋予其更多的中央权力，该宪法规定实行议会制，由總理担任首脑。1977年，在右翼联盟的煽动下，进行了军事干预，暂停了该职位。
1985年举行的大选恢复了这一职位，穆罕默德·汗·居内久成为总理。同年晚些时候，国民议会通过了有争议的《宪法》第八修正案，赋予总统无需事先协商即可罢免总理和国民议会的权力。1988年大选的结果是，巴基斯坦人民党的贝娜齐尔·布托成为穆斯林国家选出的第一位女总理。
1988年至1993年，总理与总统之间的权力斗争持续不断，总统曾三次解散国民议会。在1997年的选举中，穆盟（谢里夫派）获得了议会三分之二的多数席位，并起草了第十三和第十四修正案，以推翻宪法第八修正案；这使得纳瓦兹·谢里夫能够集中更多的行政权力。1999年军民关系缓和后，联席会议主席佩尔韦兹·穆沙拉夫将军发动政变，推翻了穆盟（全国）政府，并于2002年举行了全国大选。
由于没有一个政党获得多数票，于是成立了一个由穆盟（领袖派）和MQM领导的联盟。经过一番政治角力后，扎法鲁拉·汗·贾迈利成为总理，并通过了巴基斯坦宪法第十七修正案，部分恢复了总统解散国民议会的权力，但规定解散国民议会须经巴基斯坦最高法院批准。
扎法鲁拉·汗·贾迈利总理于2004年辞职，肖卡特·阿齐兹最终获得国民议会191票中的151票，被任命为总理。第十七修正案采用了半总统制，允许总统继续干预行政和司法部门。2008年大选的结果是人民党上台执政，并支持推翻佩尔韦兹·穆沙拉夫的运动。一场民粹主义知识分子运动导致佩尔韦兹·穆沙拉夫下台，阿西夫·扎尔达里成为总统。2010年，《巴基斯坦宪法第十八修正案》获得通过，推翻了第十七修正案；该修正案使巴基斯坦重新成为一个议会民主共和国。第十八修正案取消了总统单方面解散议会的所有权力，并扫除了前总统佩尔韦兹·穆沙拉夫和齐亚·哈克为维持微妙的制衡而积累的权力。
在一起藐视法庭案之后，最高法院永久取消了优素福·拉扎·吉拉尼总理的资格.。最初，人民党提名的候选人是马克杜姆·沙布丁，但在国家武装部队（ANF）对他发出不可保释的逮捕令后，他被迫退出。拉贾·佩尔韦兹·阿什拉夫成为总理，并一直任职到2013年。在2013年举行的大选中，穆盟（谢里夫派）几乎获得了绝对多数票。随后，纳瓦兹·谢里夫当选为总理，在阔别14年后第三次重返总理职位，实现了民主过渡。2017年7月，纳瓦兹·谢里夫被取消总理资格，原因不是他被指控与巴拿马文件泄露有关的腐败指控，而是他在提名文件中没有申报其儿子拥有的一家公司的工资。他的律师坚称，虽然这位下台的总理被指定为该公司的董事长，但他从未从该公司领取过任何薪水。
2018年8月18日，伊姆兰·汗宣誓就任该国第22任总理。2022年4月10日，一场宪法危机最终导致伊姆兰·汗在不信任动议中以174票的劣势败北，结束了他的总理任期，成为巴基斯坦第一位通过不信任动议被合法免职的总理。2022年4 月11日，夏巴兹·谢里夫当选为巴基斯坦第23任总理。他在巴基斯坦国民议会中以174票的多数票获胜。夏巴兹·谢里夫的任期最多为伊姆兰·汗的任期近一年，直至2023年巴基斯坦大选，但大选可能会提前举行。

## 巴基斯坦总理列表
- 註：1956年独立之前的自治领时期，国家元首为巴基斯坦君主（由英国君主兼任），委派巴基斯坦總督為代表。

| 符號 /顏色 | 含义                           |
| ---------- | ------------------------------ |
| 代         | 看守总理                       |
|            | 巴基斯坦穆斯林联盟             |
|            | 人民联盟                       |
|            | 共和党                         |
|            | 巴基斯坦人民党                 |
|            | 巴基斯坦人民民族党             |
|            | 巴基斯坦穆斯林联盟（领袖派）   |
|            | 巴基斯坦穆斯林联盟（谢里夫派） |
|            | 巴基斯坦正义运动党             |
|            | 軍政府                         |
|            | 独立人士                       |
|            | 职务废除/空白                  |

| No.                                                                               | 肖像                                                                                       | 姓名 (生-卒)                                                      | 任职起始时间   | 任职结束时间               | 选举           | 代表政党 (政党联盟)           |
| --------------------------------------------------------------------------------- | ------------------------------------------------------------------------------------------ | ----------------------------------------------------------------- | -------------- | -------------------------- | -------------- | ----------------------------- |
| 1                                                                                 | A black-and-white head and shoulder shoot of a man with spetacles, wearing coat and a tie. | 利雅卡特·阿里·汗 (Liaquat Ali Khan，1895–1951)                    | 1947年8月14日  | 1951年10月16日 (遇刺身亡)  | —              | 巴基斯坦穆斯林联盟            |
| 2                                                                                 | A black-and-white head ean shoulder shoot of a man wearing coat and Jinnah cap.            | 卡瓦贾·纳兹穆丁 (Khawaja Nazimuddin，1894–1964)                   | 1951年10月17日 | 1953年4月17日              | —              | 巴基斯坦穆斯林联盟            |
| 3                                                                                 |                                                                                            | 穆罕默德·阿里·博格拉 (Muhammad Ali Bogra，1909–1963)              | 1953年4月17日  | 1955年8月12日              | —              | 巴基斯坦穆斯林联盟            |
| 4                                                                                 |                                                                                            | 乔杜里·穆罕默德·阿里 (Chaudhry Muhammad Ali，1905–1980)           | 1955年8月12日  | 1956年9月12日              | —              | 巴基斯坦穆斯林联盟            |
| 5                                                                                 |                                                                                            | 侯赛因·沙希德·苏拉瓦底 (Huseyn Shaheed Suhrawardy，1892–1963)     | 1956年9月12日  | 1957年10月17日             | —              | 人民聯盟                      |
| 6                                                                                 |                                                                                            | 易卜拉欣·伊斯迈尔·琼德里加 (Ibrahim Ismail Chundrigar，1898–1968) | 1957年10月17日 | 1957年12月11日             | —              | 巴基斯坦穆斯林聯盟            |
| 7                                                                                 |                                                                                            | 费罗兹·汗·农 (Feroz Khan Noon，1893–1970)                         | 1957年12月11日 | 1958年10月7日              | —              | 共和党                        |
| 1958年10月7日 – 1971年12月7日，軍政府戒严时期，不設总理                           |                                                                                            |                                                                   |                |                            |                |                               |
| 8                                                                                 |                                                                                            | 努鲁勒·阿明 (Nurul Amin，1893–1974)                               | 1971年12月7日  | 1971年12月20日             | 1971年12月7日  | 巴基斯坦穆斯林联盟            |
| 1971年12月20日 – 1973年8月14日，军政府时期，不設总理                              |                                                                                            |                                                                   |                |                            |                |                               |
| 9                                                                                 | A man during a conversation.                                                               | 佐勒菲卡尔·阿里·布托 (Zulfikar Ali Bhutto，1928–1979)             | 1973年8月14日  | 1977年7月5日               | 1973年8月14日  | 巴基斯坦人民党                |
| 1977年7月5日 – 1985年3月24日，军政府戒严时期，不設总理                            |                                                                                            |                                                                   |                |                            |                |                               |
| 10                                                                                |                                                                                            | 穆罕默德·汗·居内久 (Muhammad Khan Junejo，1932–1993)              | 1985年3月24日  | 1988年5月29日              | 1985年2月28日  | 巴基斯坦穆斯林联盟 (独立人士) |
| 1988年5月29日 – 12月2日                                                           |                                                                                            |                                                                   |                |                            |                |                               |
| 11                                                                                |                                                                                            | 贝娜齐尔·布托 (Benazir Bhutto,1953–2007)                          | 1988年12月2日  | 1990年8月6日               | 1988年11月16日 | 巴基斯坦人民党                |
| 代                                                                                |                                                                                            | 吴拉姆·穆斯塔法·贾托伊 (Ghulam Mustafa Jatoi,1931–2009)           | 1990年8月6日   | 1990年11月6日              | —              | 巴基斯坦人民民族党            |
| 12                                                                                |                                                                                            | 纳瓦兹·谢里夫 (Nawaz Sharif,1949–)                                | 1990年11月6日  | 1993年4月18日              | 1990年10月24日 | 穆斯林联盟 (N)                |
| 代                                                                                |                                                                                            | 巴拉赫·谢尔·马扎里 (Balakh Sher Mazari，1928–2016)                | 1993年4月18日  | 1993年5月26日              | —              | 巴基斯坦人民党                |
| (12)                                                                              | A head and shoulder shoot of a man from the left.                                          | 纳瓦兹·谢里夫 (1949–)                                             | 1993年5月26日  | 1993年7月18日              | —              | 穆斯林联盟 (N)                |
| 代                                                                                |                                                                                            | 莫因努丁·艾哈迈德·库雷希 (Moeenuddin Ahmad Qureshi，1930–2016)    | 1993年7月18日  | 1993年10月19日             | —              | 独立                          |
| (11)                                                                              | A head and shoulder shoot of a man from the left.                                          | 贝娜齐尔·布托 (1953–2007)                                         | 1993年10月19日 | 1996年11月5日              | 1993年10月6日  | 巴基斯坦人民党                |
| 代                                                                                |                                                                                            | 马利克·米拉吉·哈立德 (Malik Meraj Khalid，1916–2003)              | 1996年11月5日  | 1997年2月17日              | —              | 独立                          |
| (12)                                                                              | A head and shoulder shoot of a man from the left.                                          | 纳瓦兹·谢里夫 (1949–)                                             | 1997年2月17日  | 1999年10月12日             | 1997年2月3日   | 穆斯林联盟 (N)                |
| 1999年10月12日 – 2002年11月21日,军政府/穆斯林联盟（领袖派）設首席執行官，不設總理 |                                                                                            |                                                                   |                |                            |                |                               |
| 13                                                                                | A beard man sitting in an office.                                                          | 扎法魯拉·汗·賈邁利 (Zafarullah Khan Jamali,1944–2020)             | 2002年11月21日 | 2004年6月26日              | 2002年10月10日 | 穆斯林联盟 (Q)                |
| 14                                                                                | A side shoot of a man looking at the camera.                                               | 乔杜里·舒贾特·侯赛因 (Chaudhry Shujaat Hussain,1946–)             | 2004年6月30日  | 2004年8月20日              | 2002年10月10日 | 穆斯林联盟 (Q)                |
| 15                                                                                | A head and shoulder shoot of a man wearing a coat and tie.                                 | 肖卡特·阿齐兹 (肖卡特·阿齐兹,1949–)                               | 2004年8月20日  | 2007年11月16日             | 2002年10月10日 | 穆斯林联盟 (Q)                |
| 代                                                                                | A head and shoulder shoot of a beard man wearing spectacles                                | 穆罕默德·米安·苏姆罗 (Muhammad Mian Soomro,1950–)                 | 2007年11月16日 | 2008年3月25日              | —              | 穆斯林联盟 (Q)                |
| 16                                                                                |                                                                                            | 优素福·拉扎·吉拉尼 (Yousaf Raza Gillani,1952–)                    | 2008年3月25日  | 2012年4月26日              | 2008年2月18日  | 巴基斯坦人民党                |
| 17                                                                                |                                                                                            | 拉贾·佩尔韦兹·阿什拉夫 (Raja Pervaiz Ashraf，1950–)               | 2012年6月22日  | 2013年3月25日              | 2008年2月18日  | 巴基斯坦人民党                |
| 代                                                                                |                                                                                            | 米尔·哈扎尔·汗·科索 (Mir Hazar Khan Khoso，1929–2021)             | 2013年3月25日  | 2013年6月5日               | —              | 独立                          |
| (12)                                                                              |                                                                                            | 納瓦茲·謝里夫 (1949–)                                             | 2013年6月5日   | 2017年7月28日              | 2013年5月11日  | 穆斯林联盟 (N)                |
| 19                                                                                |                                                                                            | 沙希德·哈坎·阿巴西 (Shahid Khaqan Abbasi，1958–)                  | 2017年8月1日   | 2018年5月31日              | —              | 穆斯林联盟 (N)                |
| 代                                                                                |                                                                                            | 納西爾·穆爾克 (Nasirul Mulk，1950–)                               | 2018年6月1日   | 2018年8月18日              | —              | 独立                          |
| 20                                                                                |                                                                                            | 伊姆蘭·汗 (1952–)                                                 | 2018年8月18日  | 2022年4月10日 (被國會罷免) | 2018年7月25日  | 巴基斯坦正义运动              |
| 23                                                                                |                                                                                            | 夏巴茲·謝里夫 (1951–)                                             | 2022年4月11日  | 2023年8月13日              | —              | 穆斯林联盟 (N)                |
| 代                                                                                |                                                                                            | 安瓦爾·哈克·卡卡爾 (1971年–)                                      | 2023年8月13日  | 2024年3月3日               | —              | 俾路支省人民党                |
| 23                                                                                |                                                                                            | 夏巴茲·謝里夫 (1951–)                                             | 2024年3月3日   |                            | 2024年2月      | 穆斯林联盟 (N)                |

1999年10月12日，佩尔韦兹·穆沙拉夫推翻了纳瓦兹·谢里夫。2001年6月20日，他冠以巴基斯坦总统头衔。从1999年10月12日至2002年11月21日，他自称首席執行官。